# Chiesa di Nostra Signora della Palude
La chiesa di Nostra Signora della Palude è la parrocchiale di Vipiteno in Alto Adige. Fa parte del decanato di Vipiteno della diocesi di Bolzano-Bressanone e risale al XV secolo.

## Storia

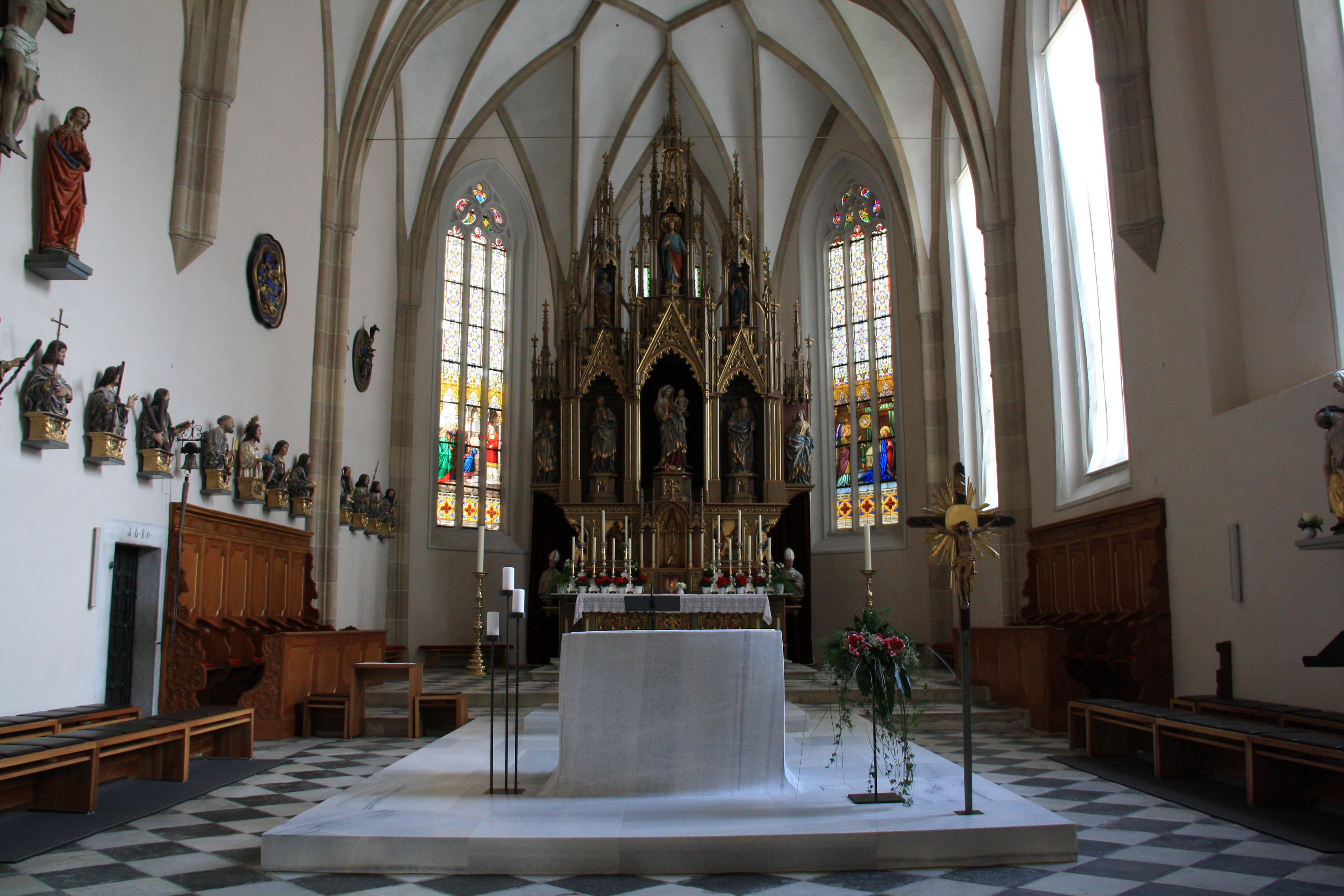
Altare maggiore della chiesa di Nostra Signora della Palude

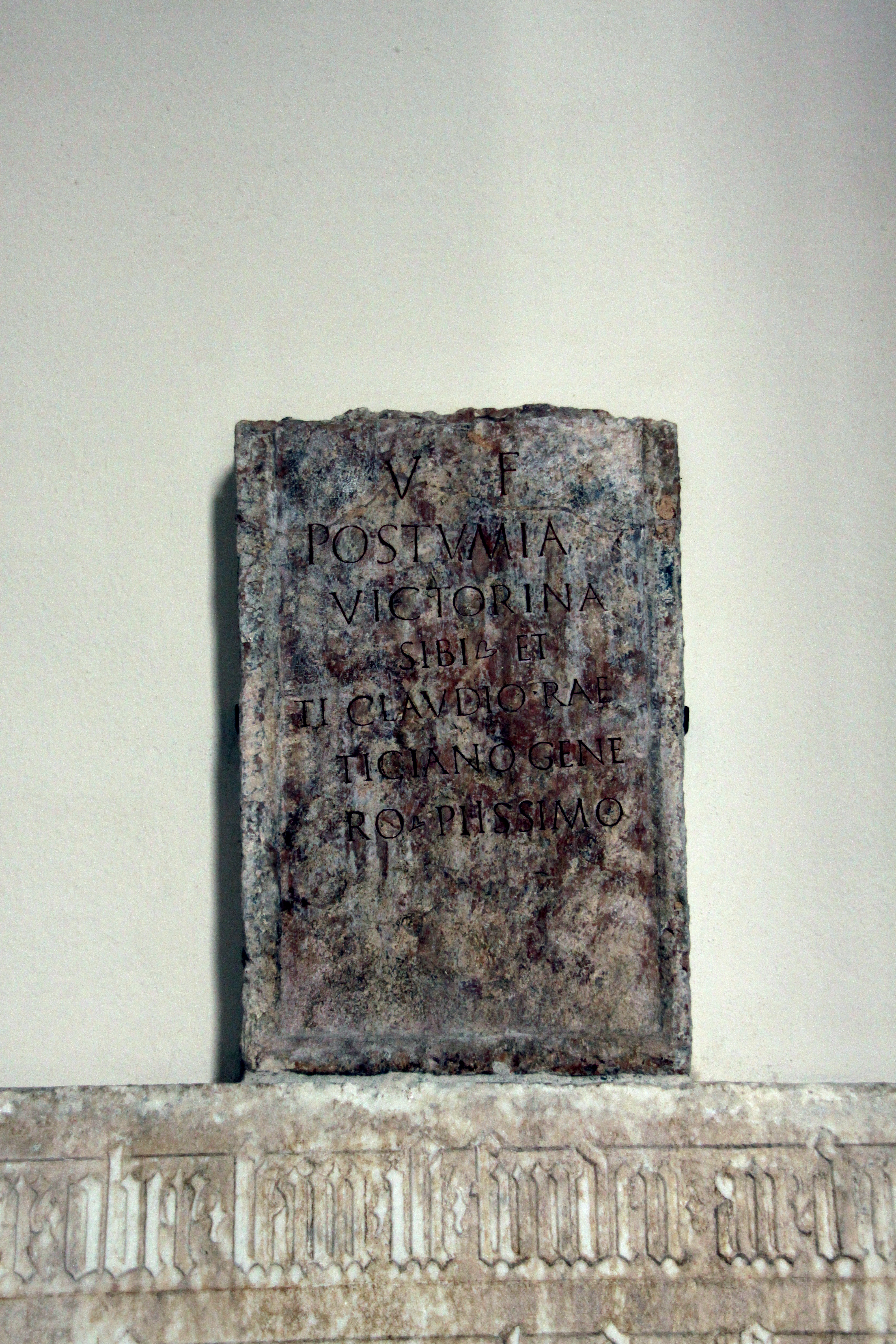
Lapide funeraria di epoca romana Postumia Victorina

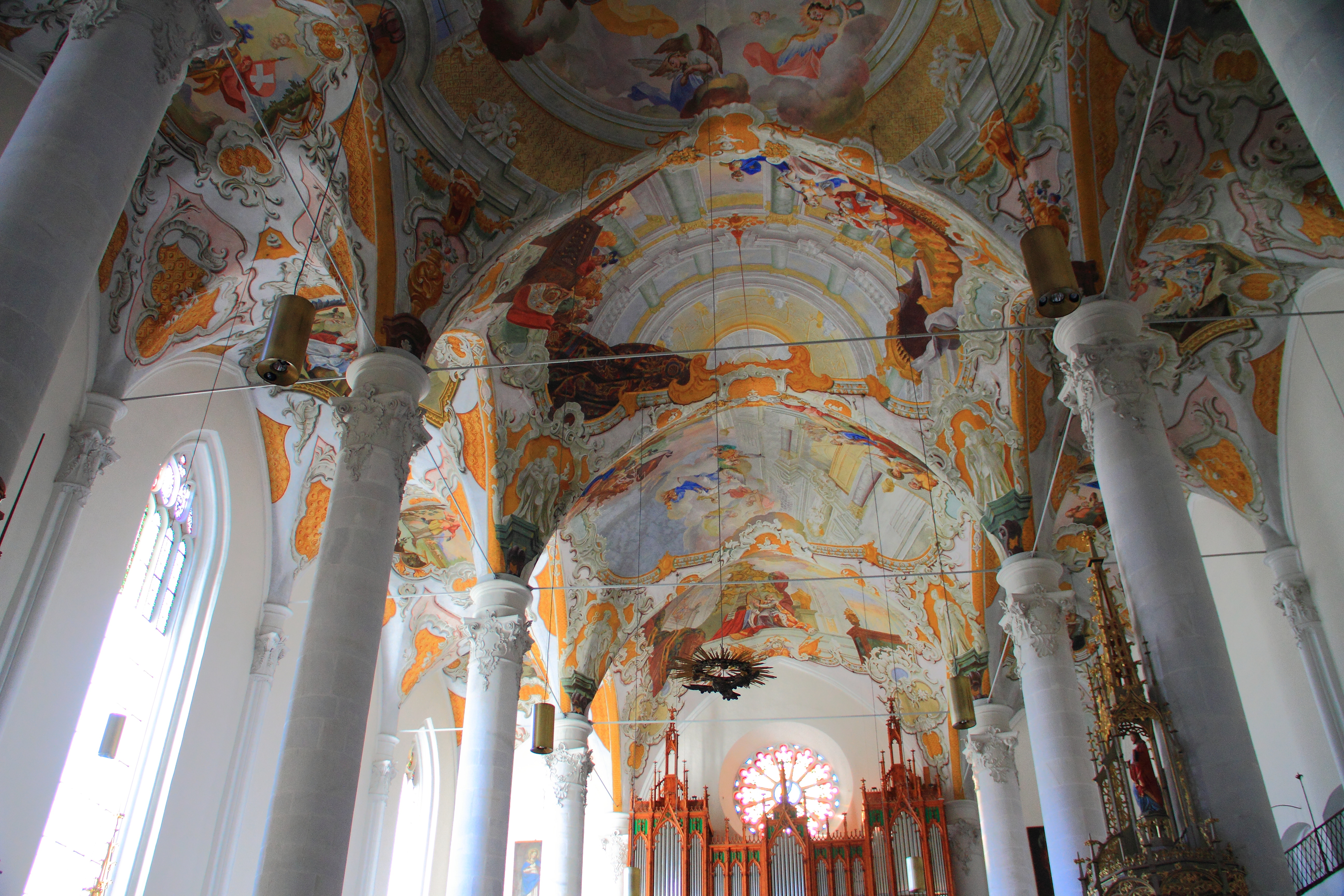
Soffitto della chiesa e organo a canne posto in controfacciata

La chiesa venne edificata tra il 1417 ed il 1525 in una posizione non centrale dell'abitato, con accanto il camposanto e su un sito dove in precedenza stava un antico luogo di culto romanico già ricordato nel 1233. L'edificio, dopo la prima metà del XV secolo, fu ampliato ripetutamente e completato secondo il gusto gotico di quel periodo. Fu da subito, per altezza e dimensione della sala, una delle chiese più grandi del Tirolo, con un'altezza di 32 metri e con la navata di 38 metri. Le forme recenti, influenzate dal gusto barocco, sono dovute ad interventi successivi, avvenuti nel XVIII secolo.
Gli ultimi lavori di restauro significativi vennero realizzati attorno alla metà del XIX secolo quando furono ripristinate alcune parti del presbiterio in precedenza rimosse, tra queste l'altar maggiore.

## Descrizione

### Esterni
La chiesa di Nostra Signora della Palude si trova leggermente decentrata rispetto al centro abitato di Vipiteno, nella zona a sud. L'edificio si presenta imponente, con orientamento verso sud ovest. Il portale sulla fiancata meridionale è ricco di decorazioni e viene attribuito a Mattheis Stöberl. Vi si può leggere, su un'incisione, la citazione della posa della prima pietra nella sala alla presenza dell'imperatore Massimiliano I d'Asburgo avvenuta nell'anno 1497.

### Interni
L'interno è ampio, suddiviso in tre navate e con grandi colonne in marmo bianco. Di particolare interesse una lapide funeraria di epoca romana (lapide di Postumia Victorina) rinvenuta durante i lavori di costruzione, risalente al II o III secolo che si trova sulla parete settentrionale della sala. Le volte sono arricchite da affreschi opera di Adam Mölk.

## Nella cultura di massa
Il campanile e la parte superiore dell'abside compaiono in diverse inquadrature del film I'm - Infinita come lo spazio del 2017 diretto da Anne Riitta Ciccone ambientato in vari siti del Trentino-Alto Adige, e in particolare quando le riprese riguardano la scuola elementare di lingua tedesca Josef Rampold.